# بلدة ويست بلومفيلد (ميشيغان)
ويست بلومفيلد (بالإنجليزية: West Bloomfield Township, Michigan)‏ هي بلدة تقع في مقاطعة أوكلاند (ميشيغان) بولاية ميشيغان في الولايات المتحدة. تأسست عام 1833، تبلغ مساحتها 80.9 (كم²)، وترتفع عن سطح البحر 300 م، بلغ عدد سكانها 64690 نسمة في عام 2010 حسب إحصاء مكتب تعداد الولايات المتحدة .

## أعلام
- كين هويل
- إيرين فين
- باميلا إلدريد
- ديفيد سيمون
- جو غينسبيرغ
- كايل براون
- جون غونزاغا
- أل غولدستاين
- آدم غرانت
- فيريس جينينغز

## وصلات خارجية
- twp.west-bloomfield.mi.us نسخة محفوظة 22 مارس 2017 على موقع واي باك مشين.
- The US50 - Cities and Towns in Michigan State
- Michigan Cities and Towns, Facts, Map, Flag, Colleges, Government, and More